# Stroomvoorziening van spoorwegen

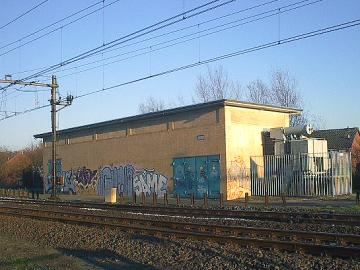
Onderstation te Wijhe

De stroomvoorziening van spoorwegen is het continu voorzien van een railvoertuig van elektrische voeding door middel van een bovenleiding of een derde rail.
Er kan gelijkspanning of wisselspanning toegepast worden. Daarnaast is er de keuze van de spanning, en bij wisselstroom de keuze van frequentie.

## Spanning
Over het algemeen heeft de gebruikte voedingsspanning te maken met het vermogen van de motor van een voertuig. Zo worden trams en trolleybussen gevoed met 600 of 750 volt gelijkspanning, bij metrostellen kan deze waarde tot 1500 volt oplopen en bij de spoorwegen tot 25 000 volt wisselspanning. In Zuid-Afrika is de goederenspoorlijn Sishen–Saldanha uitgerust met de uitzonderlijke hoge spanning van 50 kV.
Een hogere spanning resulteert in een lagere stroomsterkte voor een gegeven vermogen.
- Lagere stroomsterkte resulteert in minder energieverlies met dezelfde bedrading.[2]
- Hogere spanning betekent dat betere isolatie nodig is en de draden op grote afstand van andere objecten moeten blijven. Een derde rail is geen optie.

## Gelijkstroom, wisselstroom, draaistroom en gebruikte frequentie
Het grote voordeel van het gebruik van gelijkspanning was historisch de relatieve eenvoud van de tractie-installatie aan boord van het railvoertuig: gelijkspanning kan vrijwel direct aan geschikte elektromotoren worden gevoed. Daar staat tegenover dat langs de baan gelijkrichtinstallaties nodig zijn om de door het hoogspanningsnet geleverde wisselspanning om te zetten in een bruikbare gelijkspanning. Ook is de gelijkspanning niet simpel omlaag te transformeren aan boord van het voertuig, zodat geen hoge spanningen op de bovenleiding gebruikt worden. De hoogste algemeen toegepaste en gebruikelijke gelijkspanning in Europa is 3 kV.
Wisselspanning met de frequentie van het lichtnet (50 Hz of 60 Hz) heeft als voordeel dat de spanning eenvoudig omhoog en omlaag te transformeren is, waardoor relatief hoge spanningen op de bovenleiding gebruikt kunnen worden (25 kV is een gangbare spanning). Verder kan de spanning rechtstreeks van het openbare hoogspanningsnet betrokken worden. Een nadeel is dat eenfasige wisselspanning met een dergelijke frequentie niet direct aan de elektromotoren kan worden betrokken, zodat omvormers of gelijkrichters aan boord van de locomotief nodig zijn. Mede om die laatste reden kwam dit systeem pas echt op vanaf de jaren 1960, toen relatief compacte siliciumgelijkrichters voor grotere vermogens beschikbaar kwamen.
Wisselstroom met een lagere frequentie dan die van het lichtnet (bijvoorbeeld 16,7 Hz in het Duitse systeem, of de 25 Hz van de voormalige Nederlandse ZHESM) kan wel direct aan daarvoor geschikte (wisselstroom)motoren worden gevoed en de spanning is nog steeds goed omlaag te transformeren. Op die manier kon men een hogere bovenleidingsspanning toepassen dan bij gelijkstroom mogelijk is. Het grote nadeel van dit systeem is echter dat die frequentie niet direct uit het hoogspanningsnet kan worden betrokken, zodat er eigen elektriciteitscentrales nodig zijn voor de stroomvoorziening (of onderhoudsgevoelige roterende omvormers).
Op enkele trajecten vindt men nog bovenleidingvoeding met draaistroom (driefase-wisselstroom). Asynchrone draaistroommotoren zijn goed geschikt voor elektrische tractie, eenvoudig van constructie en onderhoudsarm (geen koolborstels), maar het grote nadeel hier is dat de constructie van de bovenleiding gecompliceerd is. Er zijn drie afzonderlijke fasen nodig, wat bijvoorbeeld wordt bereikt met twee rijdraden en een derde rail. Daarnaast kan er bij vaste frequentie van de voedingsspanning slechts een beperkt aantal snelheden gereden worden. Zie verderop onder Driefasenspanning.
De voortgaande ontwikkeling van de vermogenselektronica heeft de nadelen van bepaalde systemen wel steeds kleiner gemaakt. Benodigde gelijkricht- of omvormingssystemen aan boord van tractievoertuigen konden steeds compacter worden. Zo bestelde de Deutsche Bundesbahn eind jaren 1970 een serie elektrische locomotieven (Baureihe 120) met draaistroommotoren, die gebruik konden maken van de bestaande enkelfasige wisselspanning op de bovenleiding. Voor nieuwe spoorwegverbindingen voor de lange afstand kiest men daarom vrijwel steeds voor een systeem met 50 Hz wisselspanning bij hoge spanning, typisch 25 kV.

## Trein

De verschillende elektrificatiesystemen in Europa
750 V gelijkspanning op derde rail
1,5 kV gelijkspanning
3 kV gelijkspanning
15 kV wisselspanning
25 kV wisselspanning

Treinen worden meestal gevoed met een bovenleiding, waarbij de retourstroom via de rails terugstroomt naar het onderstation. In feite zijn er vier belangrijke systemen:
- gelijkstroom
- draaistroom (drie fasen)
- eenfasige wisselstroom met een lage frequentie (16⅔ of 25 Hz)
- eenfasige wisselstroom met een normale frequentie (50 of 60 Hz)

De eerste drie systemen zijn ontwikkeld vóór de Eerste Wereldoorlog. Het systeem met wisselstroom op normale lichtnetfrequentie is in het Interbellum ontwikkeld en pas na de Tweede Wereldoorlog grootschalig toegepast. Het wordt nu gezien als het ideale stroomsysteem.

### Driefasenspanning
Driefasenspanning, ook wel draaistroomvoeding genoemd, werd in 1894 ontwikkeld door de Hongaarse ingenieur Kálmán Kandó op basis van de uitvindingen van Nikola Tesla. De eerste toepassing in de praktijk was de stadstram in Évian-les-Bains. De grootschalige toepassing volgde in 1902 op de Valtellina spoorlijn, de eerste geëlektrificeerde spoorlijn ter wereld, tussen Lecco en Sondrio/Chiavenna in Noord-Italië. Bij dit systeem wordt er gebruikgemaakt van een dubbele bovenleiding (fasen 1 en 2) en de rails (fase 3). De bovenleidingen en pantografen voor dit systeem zijn daardoor gecompliceerd. Deze dubbele bovenleiding werd onder andere gebruikt in Italië tot 1976, maar wordt nauwelijks meer toegepast. Bij de Jungfraubahn en de Gornergratbahn in Zwitserland wordt driefasige wisselspanning nog steeds gebruikt. Ook in La Rhune, een tandradlijn in de Franse Pyreneeën, wordt dit systeem toegepast. Behalve de ingewikkelde bovenleiding, was het beperkte aantal snelheidstrappen een nadeel. In Italië bijvoorbeeld konden de locomotieven voor goederentreinen alleen maar 25 of 50 km/h rijden en locomotieven voor reizigerstreinen alleen 37½, 50, 75 en 100 km/h. De reden dat ondanks deze nadelen het driefasensysteem toch werd toegepast is dat de als tractiemotoren toegepaste draaistroommotoren verhoudingsgewijs krachtig en compact zijn ten opzichte van gelijkstroommotoren of seriewikkelingsmotoren.

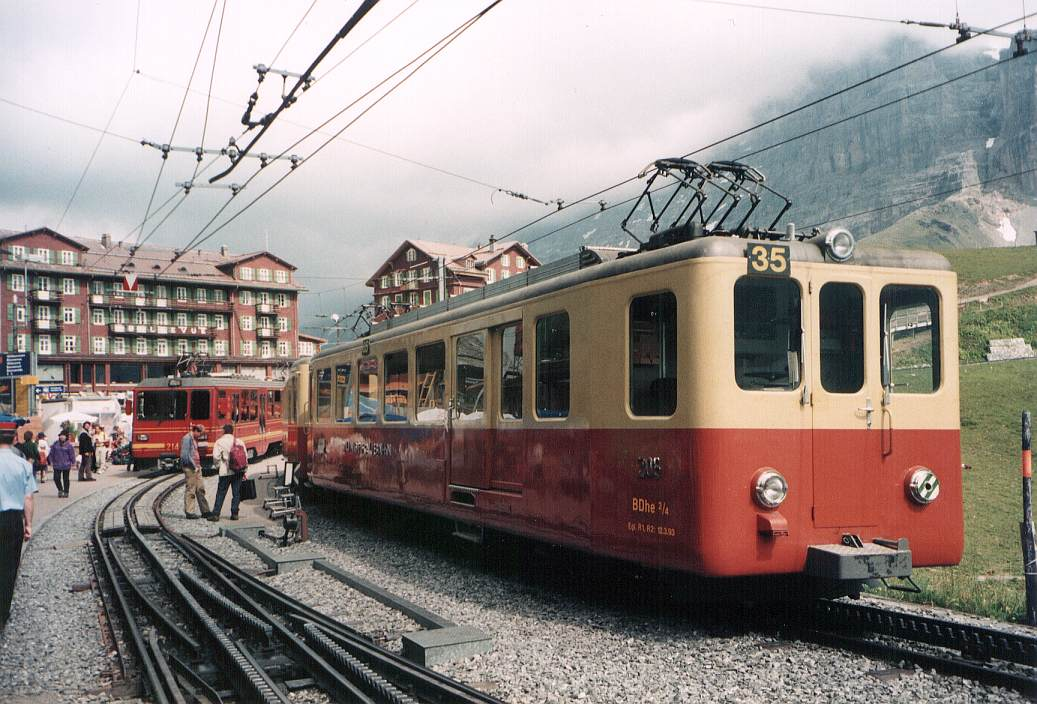
Jungfraubahn
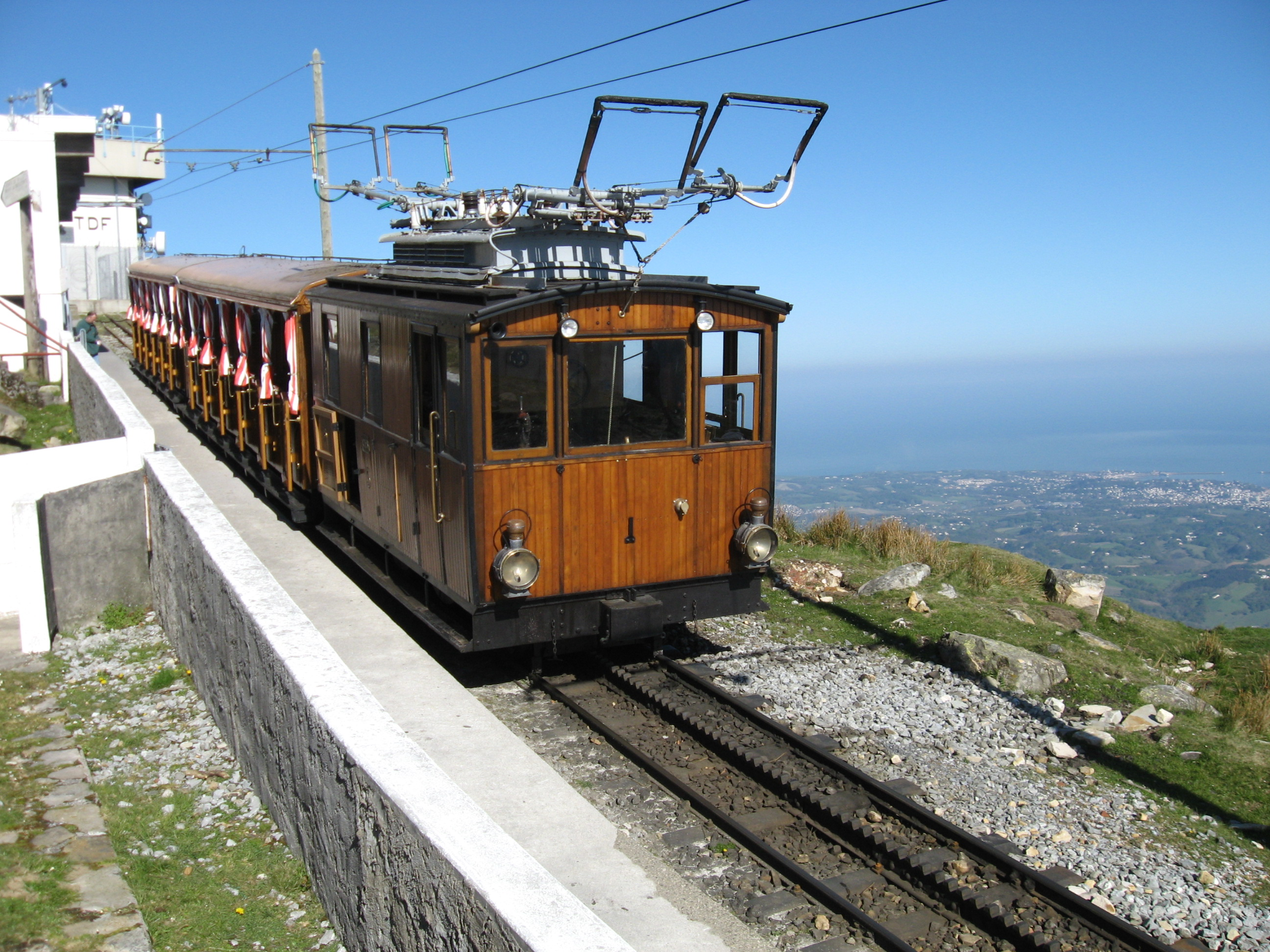
La Rhune-trein aan de top

### Driefasenspanning thans
De driefasenaandrijving wordt weer toegepast, echter zonder de gecompliceerde bovenleiding. Dankzij de toepassing van moderne vermogenselektronica kan de draaistroom in de trein zelf worden opgewekt uit de gelijkspanning of de eenfasige wisselspanning, waarmee alle voordelen van draaistroom gebruikt kunnen worden. De spanning en frequentie zijn hierbij traploos regelbaar zodat het probleem van het geringe aantal snelheidstrappen is vervallen. De eerste locomotief die draaistroom opwekte uit eenfasige wisselspanning was de testlocomotief Be 4/4 12001 van de SBB in 1972. In 1979 volgde de serie 120 van de Deutsche Bundesbahn. Inmiddels is dit de gangbare aansturing van elektrische treinen.

### Gelijkspanning

#### 1,5 kV gelijkspanning

##### Nederland

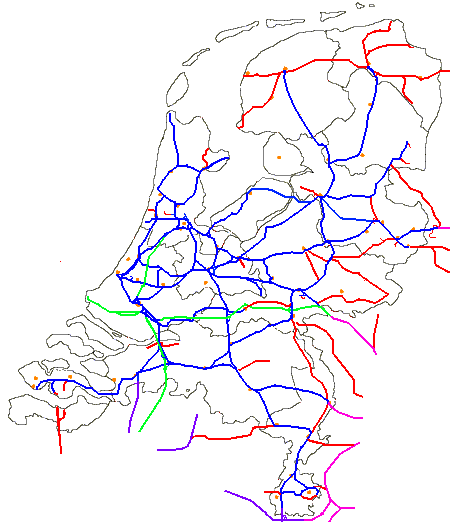
Elektrificatie Nederlandse spoorlijnen
1500 V gelijkspanning
25 kV, 50 Hz wisselspanning
3000 V gelijkspanning
15 kV, 16,7 Hz wisselspanning
niet geëlektrificeerd

Het Franse spoornet
hoge snelheid, 25 kV ~
25 kV ~
1,5 kV ⎓
Niet geëlektrificeerd

De eerste Nederlandse elektrische spoorlijn was de lijn Rotterdam Hofplein – Scheveningen / Den Haag HS van de Zuid-Hollandsche Electrische Spoorweg-Maatschappij, geopend in 1908. Deze lijn werd met 10.000 volt wisselspanning geëlektrificeerd.
In 1924-'27 werd de Hollandse/Oude Lijn (Amsterdam – Haarlem – Leiden – Den Haag HS – Delft – Schiedam – Rotterdam) geëlektrificeerd met 1500 volt gelijkspanning, met een marge van +20% en −10%. Vanaf de jaren dertig werd een groot deel van de spoorwegen in Nederland geëlektrificeerd met dit systeem. In 2003 was bijna driekwart van het Nederlandse spoorwegnet geëlektrificeerd (2064 van de 2811 kilometer).
Destijds heeft men gekozen voor 1500 volt gelijkspanning omdat de techniek van het gelijkrichten niet zover was gevorderd. Door het ontbreken van geschikte isolatiematerialen was het moeilijker om motoren met een hogere spanning dan 675 / 750 volt in te bouwen (twee motoren werden in serie geschakeld) vanwege de toename van gewicht en formaat in een draaistel. Nadeel van deze lage spanning is dat er grote stromen afgenomen worden, wat weer als gevolg heeft dat het spanningsverlies fors op kan lopen. Er zijn veel voedingsstations (om de 4 tot 15 kilometer) en een dubbele bovenleidingdraad nodig om dat enigszins tegen te gaan. Als de stroomsterkte te hoog wordt door zware optrekkende treinen binnen dezelfde spanningssectie, kan de spanning inzakken. Als de stroomsterkte boven de 4 kA (kiloampère) uitkomt (bij 1800 volt betekent dat een vermogen van meer dan 7200 kW), wordt de stroom in het onderstation uitgeschakeld om overbelasting te voorkomen.
In de jaren negentig van de 20e eeuw werd de (onbelaste) uitgangsspanning van de onderstations verhoogd naar 1800 volt (dat is dus precies op de maximaal toegestane spanning volgens de 1500V + 20% norm) door de vervanging van kwikdampgelijkrichters door siliciumgelijkrichters in de onderstations. Bijkomend voordeel was dat steeds sterkere treinen op het drukker wordende net beter gevoed konden worden.
In de stations Venlo en Bad Bentheim zijn sporen die omgeschakeld kunnen worden tussen 1500 V gelijkspanning en de Duitse 15 kV wisselspanning (zie Spanningssluis#Wisselen van locomotief). Het toeleidende baanvak vanuit Nederland naar Bad Bentheim is op Duits grondgebied voorzien van het 1500 volt-systeem met dubbele rijdraad.
In het station van Emmerik was een omschakelbaar spoor. In de nacht van 19 juli 2016 werd het eerste gedeelte van het traject tussen Zevenaar en Emmerich-Elten omgebouwd naar 25 kV wisselspanning. De bovenleiding voor gelijkstroom (twee rijdraden) werd verwijderd en er werden nieuwe palen, isolatoren en bovenleiding (met de rijdraad) geïnstalleerd. Een transformatorstation voor 25 kV is geplaatst in Zevenaar-Oost. De 25 kV 50 Hz bovenleiding van de Betuweroute loopt door tot Emmerich-Elten bij km 67,732. Er volgt een stroomloos deel tot km 67,186 en vervolgens begint de 15 kV 16,7 Hz bovenleiding. In de andere richting is dit in gebruik genomen in oktober 2016.

##### Frankrijk
In Frankrijk worden 1500 V gelijkspanning en 25 kV wisselspanning gebruikt. De met 1500 V geëlektrificeerde spoorlijnen bevinden zich voornamelijk in het zuidelijk deel van het land. Latere elektrificaties worden bijna allemaal met wisselspanning uitgevoerd. Alle hogesnelheidslijnen zijn met 25 kV geëlektrificeerd. Op sommige spoorlijnen kunnen hogesnelheidstreinen tot 220 km/h rijden onder 1500 V gelijkspanning. Dit is het uiterste van wat technisch mogelijk is. Deze treinen mogen pas na een lang interval na elkaar rijden zodat de rijdraad voldoende gelegenheid heeft af te koelen. De elektrische voeding is flink verstevigd.

##### Groot-Brittannië en Ierland
In delen van Engeland is dit systeem tot in de jaren 1980 gebruikt, onder meer op de Woodhead Line, waar de elektrische locomotieven serie 27000 na de sluiting overbodig werden en als NS 1500 naar Nederland werden gehaald. Alleen de Tyne and Wear Metro en de DART in en rond Dublin gebruiken nog 1500 V gelijkspanning.

#### 3 kV gelijkspanning

##### België
Op 1 december 1931 werd de eerste elektrificatie doorgevoerd op de (inmiddels opgebroken) lijn Brussel-Tervuren met een bovenleiding van 1500 V gelijkspanning.
In 1935 werd de elektrificatie doorgevoerd tussen Brussel en Antwerpen. Van toen af werd er voor een bovenleidingspanning van 3000 V gelijkspanning gekozen. Ook in Italië, Spanje en delen van Oost-Europa wordt deze toegepast.
Ondertussen is in België de bovenleidingspanning verhoogd van 3000 naar 3300 V. Uitzonderingen:
- lijnen waarop met dieseltractie gereden wordt:
  - Mol – Hasselt (Is in juli 2023 volledig geëlektrificeerd, wel dieseltreinen)
  - Gent Dampoort – Eeklo
  - De Pinte – Oudenaarde – Ronse
  - Melle – Zottegem – Geraardsbergen
  - Aalst - Burst
  - Charleroi Sud – Couvin
  - Libramont – Bastogne Nord (buiten dienst)
- lijnen met een hogere spanning van 25 kV wisselspanning:
  - Halle – Franse Grens (HSL 1)
  - Leuven – Luik (HSL 2)
  - Luik - Duitse grens (HSL 3)
  - Antwerpen - Nederlandse grens (HSL 4)
  - Dinant – Athus
  - Arlon - Athus
  - Rivage – Gouvy
- traject met een hogere spanning van 15 kV wisselspanning:
  - Gemmenichertunnel tot de spanningssluis op het viaduct van Moresnet

##### Nederland
3 kV wordt op het Nederlandse spoorwegnet, afgezien van twee grensbaanvakken naar België, niet gebruikt. Er wordt (status juni 2016) wel overwogen het 1500 V-systeem om te bouwen naar 3 kV, wat eenvoudiger zou zijn dan de eveneens overwogen ombouw naar 25 kV. Volgens ProRail zou de terugverdientijd van omschakeling naar 3 kV minder dan 10 jaar bedragen.

##### Andere Europese landen
- Spanje: behalve de hogesnelheidslijnen die met 25 kV wisselspanning uitgerust zijn. De elektrische metersporige lijnen van de FEVE en EuskoTren zijn uitgerust met 1500 V gelijkspanning.
- Italië: behalve de nieuwste hogesnelheidslijnen die met 25 kV wisselspanning uitgerust zijn.
- Polen

#### Gelijkspanning op een derde rail
Bij de eerste elektrificatie van spoorlijnen in de eerste helft van de twintigste eeuw, was 750 V gelijkspanning met derde rail veel gebruikt. Pas later kwamen bovenleidingsystemen in gebruik. Dit waren vooral drukke voorstadstrajecten in de grote steden, zoals in Parijs, Berlijn, New York en Londen, of bergtrajecten, zoals Chambéry - Modane. In Parijs is de laatste spoorlijn met derde rail, Puteaux - Issy-Plaine, op 21 mei 1993 opgeheven en verbouwd tot een tramlijn. In Zuidoost-Engeland zijn veel spoorlijnen geëlektrificeerd met derde rail en zelfs de Eurostar heeft met stroomafnemers voor een derde rail gereden, toen deze nog over bestaand spoor van en naar Londen reed.

### Wisselspanning met een lage frequentie

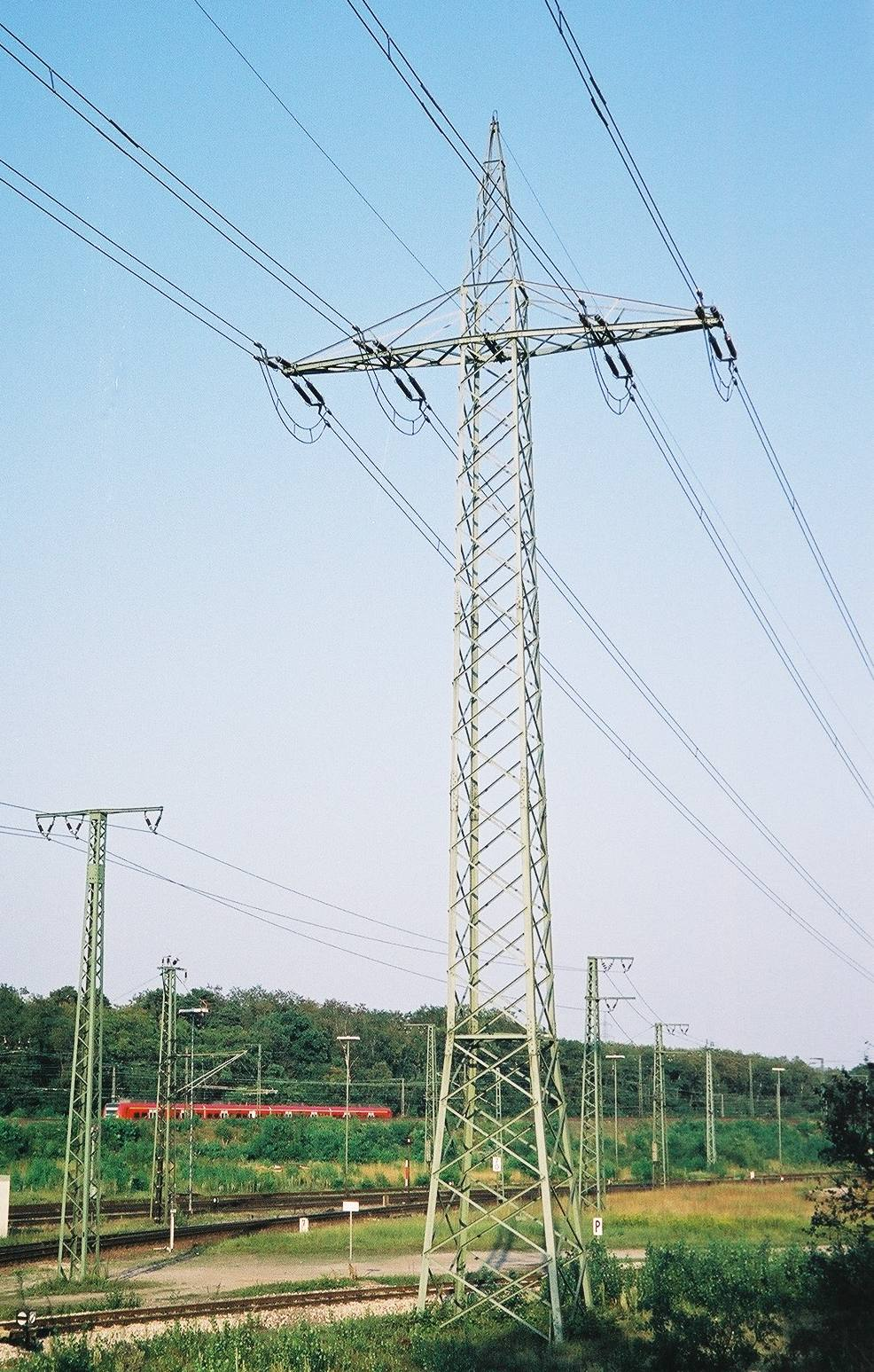
De Deutsche Bahn bezit een eigen hoogspanningsnet (110 kV met een frequentie van 16,7 hertz)

Eenfasige wisselspanning met een lage frequentie komt in Europa voor in de vorm van 15 000 V (15 kV) met een frequentie van 16⅔ hertz. Dit spanningstype combineert het voordeel van wisselspanning (makkelijker transformeren) met de mogelijkheid om de stroom te kunnen gebruiken op gelijkstroommotoren. Bij gelijkstroommotoren, waarvan zowel de spanning van de stator als rotor veranderd kan worden, zal de draairichting niet veranderen. Bij een frequentie van 50 Hz zou er een behoorlijke vonkvorming ontstaan. Daarom gebruikt men een lagere frequentie. In Europa is dat 16⅔ Hz en in de Verenigde Staten komt 25 Hz voor. In 1912 is in Duitsland 16⅔ Hz als standaard aangenomen. Op 16 oktober 1995 is de frequentie op een deel van het net verhoogd naar 16,7 Hz.
Het 15 kV 16⅔ Hz-systeem komt voor in Duitsland, Noorwegen, Oostenrijk, Zweden en Zwitserland. Een nadeel ten opzichte van andere stroomsystemen is, dat wisselspanning met een lage frequentie niet direct betrokken kan worden uit het openbare elektriciteitsnet. In Duitsland heeft de Deutsche Bahn (DBAG) daarom eigen elektriciteitscentrales (Bahnkraftwerke) om wisselspanning met deze afwijkende frequentie op te wekken. In Zweden, Noorwegen en delen van Duitsland wordt met behulp van roterende omvormers 16⅔ Hz uit het landelijke 50 Hz-net gehaald. Een elektromotor die gevoed wordt uit het openbare elektriciteitsnet, drijft een generator aan die een wisselspanning met een frequentie van 16,7 Hz produceert.
Wisselspanning met een lage frequentie wordt als achterhaald beschouwd. Echter, omdat het systeem, in tegenstelling tot gelijkspanning, nauwelijks beperkingen met zich meebrengt, is er op de korte termijn geen noodzaak tot ombouw naar 25 kV met een frequentie 50 Hz.

#### Nederland
15 kV wisselspanning met een frequentie van 16⅔ Hz wordt op het Nederlandse spoorwegnet op twee grensbaanvakken naar Duitsland gebruikt. Op de spoorlijn Viersen - Venlo en spoorlijn Sittard - Herzogenrath is dit in totaal 4 km. In Nederland is eenfasige wisselspanning met een lage frequentie toegepast tussen 1908 en 1923 door spoorwegmaatschappij ZHESM op de Hofpleinlijn. In Leidschendam had de ZHESM een eigen elektriciteitscentrale die de bovenleiding van 10 000 V wisselspanning met een frequentie van 25 Hz voorzag.

### Eenfasige wisselspanning met een normale frequentie
Eenfasige wisselspanning met een normale frequentie (frequentie van het lichtnet) komt in Europa meestal voor in de vorm van 25 000 V (25 kV) met een frequentie van 50 Hz. In Zuid-Afrika wordt 50 kV/50 Hz gebruikt en in het verleden kwam in Groot-Brittannië op sommige lijnen 6250 V/50 Hz voor. In Japan en de Verenigde Staten komen spanningen voor met een frequentie van 60 Hz, de frequentie van het lichtnet aldaar.

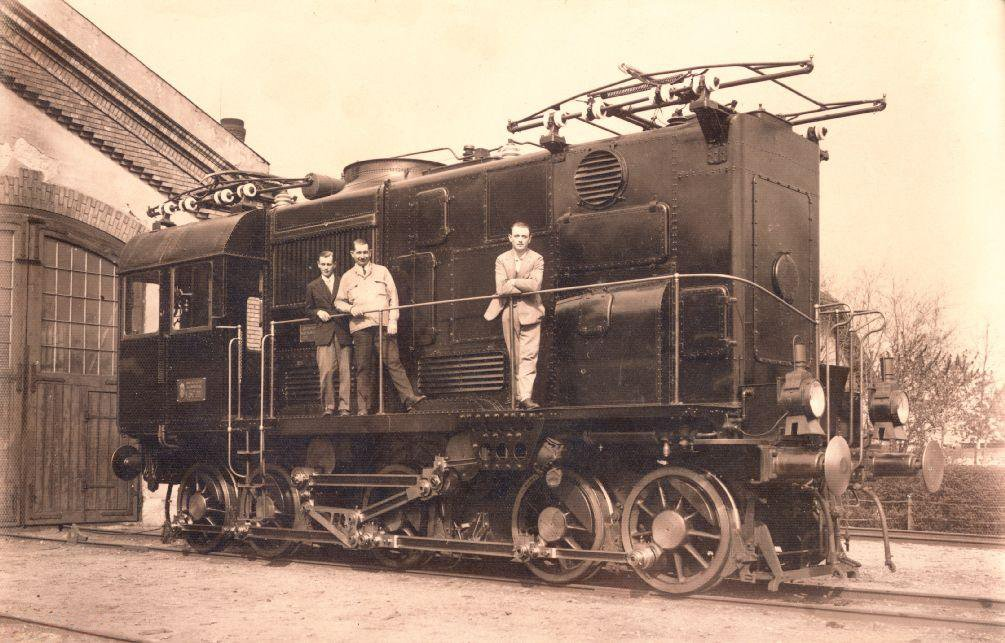
De experimentele V50 uit 1923

In 1923 experimenteerde Kálmán Kandó, inmiddels directeur van Ganz, met een Eloc, de V50, voor de normale frequentie. Hij gebruikte op het emplacement in Boedapest een spanning van 16 kV.
Na de Tweede Wereldoorlog is men o.a. in Frankrijk 25 kV gaan gebruiken. Transformatoren waren toen compact genoeg om ze in een locomotief te installeren. Bovendien kwamen toen siliciumgelijkrichters beschikbaar, die in locomotieven geïnstalleerd konden worden, terwijl dat met de tot dan toe gebruikelijke kwikbooggelijkrichters niet mogelijk was. In feite is het 25 kV-systeem dan ook hetzelfde als het gelijkstroomsysteem, met dat verschil dat de locomotief of het treinstel nu zijn eigen transformator en gelijkrichter meeneemt. Er blijven wel transformatoren langs het spoor (onderstations) nodig die de hoogspanning omzetten in 25 kV, maar dat zijn er beduidend minder. Om de 40 à 50 kilometer is een onderstation nodig. Bij wisselspanning is tussen de bovenleidingen van de verschillende onderstations een fasescheiding nodig. Het kan namelijk zijn dat het ene onderstation in een andere fase is dan het andere onderstation. Als een trein met beide onderstations in contact staat, kan er schade ontstaan door kortsluiting.
Net als bij 15 kV-wisselspanning zijn de verliezen op de leidingen gering, kan het koperoppervlak van de bovenleidingdraden door de geringe stroomsterkte klein zijn en kunnen de treinen veel vermogen leveren en hoge snelheden halen. Een belangrijk voordeel ten opzichte van 15 kV wisselspanning met een frequentie van 16⅔ Hz is dat het veel makkelijker te verkrijgen is. Wisselspanning met een frequentie van 50 Hz wordt in Europa namelijk opgewekt in gewone elektriciteitscentrales.

#### België

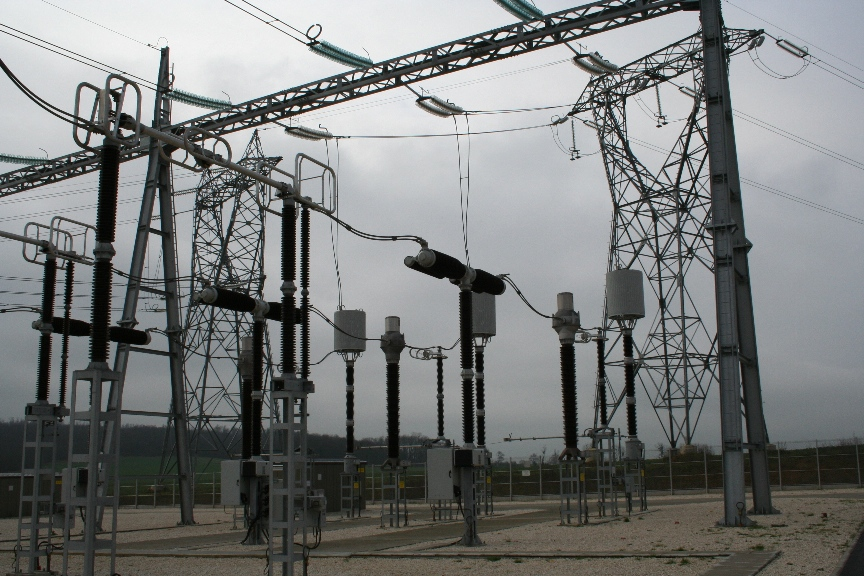
Een 400kV onderstation nabij Parijs om de hogesnelheidslijn te voeden

In België wordt 25 kV sinds 1997 gebruikt op de hogesnelheidslijn naar Frankrijk (HSL 1) en sinds 2002 op de HSL tussen Leuven en Luik (HSL 2). Sinds 2009 zijn hier de HSL 3 (Chênée - Duitse grens) en HSL 4 (Antwerpen-Centraal – Nederlandse grens) bij gekomen.
Ook op twee vernieuwde spoorlijnen naar het Groothertogdom Luxemburg is 25 kV geïnstalleerd. Het betreft het traject tussen Rivage en Gouvy van de lijn Luik–Luxemburg. Hetzelfde geldt voor het traject van Dinant naar Athus op de Athus-Meuselijn (Namen-Athus), de goederencorridor naar Luxemburg. De reizigerstreinen op dit laatste traject werden nog enige tijd met dieseltractie gereden, omdat de NMBS niet beschikte over 25 kV-treinstellen met een capaciteit die overeenstemde met het beperkte reizigersvervoer op die lijn. Sinds 2012 worden de Desiro's ML van Siemens (type MS08) ingezet.

#### Nederland
25 kV wordt in Nederland gebruikt op de HSL-Zuid, Havenspoorlijn Rotterdam en de Betuweroute. Alleen het rangeerterrein Kijfhoek is nog voorzien van 1500 V gelijkspanning, Kijfhoek ligt tussen de Havenspoorlijn en de Betuweroute.
In Nederland duikt soms de discussie op of er moet worden overgeschakeld op 25 kV 50 Hz. Gezien de enorme investeringen in infrastructuur en nieuwe treinen dan wel ombouw daarvan, en de kosten die gemoeid zijn met tijdelijke situaties is het onwaarschijnlijk dat dit (op korte termijn) gaat gebeuren. De nieuwste bovenleiding (type B4) en bijvoorbeeld treinstellen als de V-IRM zijn al voorbereid op gebruik met 25 kV.

### Omschakeling tussen de verschillende elektrificatiesystemen
Er zijn meerdere systemen voor omschakeling van de stroomsoort van treinen:
- Een stroomloze sluis waarbij de stroomafnemer al rijdend naar beneden wordt gehaald, waarna de motoren worden omgeschakeld en onder de nieuwe stroomsoort opnieuw contact wordt gemaakt met de bovenleiding.  Het nadeel van de sluis is dat de trein niet in de sluis tot stilstand mag komen. Als er een noodstop is kan deze ongewenste situatie niet altijd vermeden worden.
- Omschakelbare perronsporen in stations waarbij de stroomsoort gewisseld wordt nadat de stilstaande trein zijn stroomafnemer heeft neergehaald.
- In het grensstation rijdt de locomotief met neergestreken stroomafnemer binnen. Deze locomotief wordt dan ontkoppeld en met een hulplocomotief naar een vertrekspoor gesleept met de juiste stroomspanning voor de terugreis. Ondertussen worden de treinrijtuigen gekoppeld met een locomotief die geschikt is voor de nieuwe stroomspanning.
- De omschakeling tussen een derde-railstroomsysteem en een bovenleidingsstroomsysteem gebeurt altijd op een halteplaats waar het spoor is uitgerust met beide systemen. In theorie kunnen spoorlijnen dubbel geëlektrificeerd worden met zowel derde rail als bovenleiding. De combinatie van wisselspanning en gelijkspanning bij onder meer de retourstroom is echter zeer ongewenst daar de treindetectielussen zijn voorzien voor wisselstroom of gelijkstroom, maar niet beide. Een van de weinige voorbeelden van een spoorlijn met een dubbele elektrificatie was op de North London Line tussen Camden Road en Stratford.[7]

### Onderbroken bovenleiding
Er zijn ook situaties waarbij de bovenleiding over korte afstand onderbroken is, zonder dat er sprake is van een ander elektrificatiesysteem.
Hierbij moet de tractiestroom even worden uitgeschakeld terwijl de locomotief verderrijdt.
- Bij een brug is vaak een onderbreking, zodat schepen met masten niet in contact komen met de bovenleiding.
- Bij wisselstroomsystemen zijn er op de lange trajecten plaatsen waar de bovenleiding  onderbroken wordt. De stroomfasen kunnen namelijk niet overal synchroon lopen vanaf de verschillende stroomtoevoerstations, en een verbinding tussen twee fasen zal kortsluiting geven..

## Metro
Metro's rijden overal ter wereld elektrisch. Hiervoor wordt meestal een derde rail gebruikt met een spanning van 750 V gelijkspanning. De rail heeft een isolerende kap in de vorm van een omgekeerde U, waardoor het aanrakingsgevaar vrij gering is, en de spanning wordt dus afgenomen met een sleepcontact aan de onderzijde van de rail. Bij de Brusselse metro wordt 900 V gebruikt. In Napels en metrosystemen van sommige andere steden bedraagt de voedingsspanning zelfs 1500 V. Bij sommige oudere metrobedrijven in Europa gaat het sleepcontact langs de zijkant of zelfs langs de bovenzijde van de stroomrail waardoor het gevaar van aanraking toeneemt. Ook zijn er enkele metrobedrijven met bovenleiding in plaats van derde rail. Ook de Amsterdamse Noord/Zuidlijn zou aanvankelijk worden voorzien van bovenleiding in plaats van derde rail, maar daar is van afgestapt.
De metro van Londen gebruikt naast een derde, ook een vierde rail voor de voeding. De ene rail ligt in het midden tussen de rails waarover de wielen rijden, en de andere opzij, links of rechts. Op beide stroomrails staat gelijkspanning, −210 V op de rail in het midden en +420 V op de buitenste rail. Hierdoor rijdt de Londense metro op 630 V gelijkspanning. De spanningsrails hebben geen bescherming tegen aanraking, ze zijn uiterlijk nauwelijks te onderscheiden van de rails waarop de wielen rijden, behalve dat ze iets hoger liggen en op isolatoren gemonteerd zijn. De spanning wordt aan de bovenzijde van de rails afgenomen. Op sommige trajecten rijden zowel metrotreinen als hoofdspoorwegtreinen en de laatsten gebruiken de stroomrail in het midden niet. Sporen die zowel met bovenleiding als met derde rail uitgerust zijn, zijn er nauwelijks of alleen bij overgangssituaties. Combinaties van een bovenleiding met wisselspanning en een derde rail met gelijkstroom zijn lastig te beheren, daar de treindetectielussen zijn geïsoleerd op basis van wisselstroom of gelijkstroom. Beide tegelijk kan niet. Boven zijn er vaak ongewenste zwerfstromen van het verkeerde type als een ander elektrificatiesysteem op een naastgelegen spoor wordt gebruikt.
De spoorwegen in Zuid-Engeland gebruiken een enkele rail, opzij van het spoor. Evenals bij de Londense metro is dit een aanraakgevaarlijke rail, waarbij de spanning aan de bovenzijde wordt afgenomen. Er is dus een groot aanrakingsgevaar voor iemand die zich langs het spoor bevindt of van het perron valt. Wel geldt, ook bij de metro, dat de rail in de stations nooit aan de kant van het perron ligt.

## Tram
Trams rijden vrijwel overal elektrisch en worden gevoed door een bovenleiding met 600 V of, bij de nieuwe systemen, 750 V gelijkspanning (uitzonderingen daargelaten). Interlokale tramwegen hadden vroeger ook een hogere bovenleidingspanning (bijvoorbeeld de Blauwe Tram en de Gele Tram, die op 1200 V reden). Het gelijkrichten van de spanning gebeurde vroeger met kwikdampgelijkrichters.
In Bordeaux is sinds eind 2003 een tramnet in gebruik waar de trams in het centrum gevoed worden door een derde rail in het wegdek tussen de rails. Om elektrocutie te voorkomen staat deze derde rail door een ingenieus systeem alleen onder spanning als er een tram boven rijdt. Deze oplossing is gekozen omdat men vond dat bovenleiding te ontsierend zou zijn voor het historische stadsbeeld.
Het systeem werkt als volgt:
Er zijn drie stroomafnemers onder elke tram, deze staan in contact met de middenrail die steeds over een lengte van 8 meter onder spanning wordt gezet. Dit is een dubbele koperen strip.
Elke 10 meter heeft een APS (Alimentation Par Sol)-voedingskast. Er is 1 meter isolatie voor en na de kast om de vorming van vonken tijdens uitschakelen van de 750 V te verminderen.
Dit systeem van onderspanningzetten, per sectie van 8 meter, gebeurt door een PLC die de in het wegdek ingebouwde 750 V-schakelaars bedient.
In het wegdek zitten elke 10 meter schakelkasten waar de schakelaars en elektronica zijn ingebouwd die weten waar de tram rijdt en dus alleen de 8 meter secties bekrachtigen onder de tram.
De APS-boxen blijken de zwakste schakel in het hele tramsysteem doordat de deksels niet waterdicht zijn. Dus bij regen komen de vonken uit de APS-kasten en stoppen de trams.
In de buitenwijken heeft dit tramsysteem een bovenleiding. De trams zijn uitgerust met een stroomafnemer die plat op het tramdak ligt en indien er gereden wordt met bovenleiding, dan is de afnemer geactiveerd en staat omhoog.

## Trolleybus
Trolleybussen worden gevoed door een dubbele rijdraad met 50 à 60 cm ruimte tussen de draden. De spanning is 600 of, bij de nieuwe systemen, 750 V gelijkspanning. De rijdraad aan de trottoirzijde is negatief en de rijdraad aan de straatzijde is positief.